# بورگ (لوئیزیانا)
بورگ (به انگلیسی: Bourg) شهری در ایالت لوئیزیانا کشور ایالات متحده آمریکا است که جمعیت آن در سرشماری سال ۲۰۱۰ میلادی، ۲٬۵۷۹ نفر بوده‌است.